# Gertrud Schröder-Lembke
Prof. Dr. phil. Gertrud Schröder-Lembke (* 15. September 1908 in Malchow auf Poel als Gertrud Minna Charlotte Lembke; † 6. Oktober 2006 in Goslar) war eine deutsche Agrarhistorikerin, die unter anderem zu Johann Heinrich von Thünen forschte. Sie war die zweite Habilitandin, die an der Universität Rostock habilitiert wurde.

## Leben
Gertrud Schröder-Lembke kam 1908 als Tochter von Hans Lembke und seiner Frau Luise (Luise Ulrike Karoline Lembke, geb. Wesenberg, 1879–1942) in Malchow auf Poel zur Welt. Sie hatte eine ältere Schwester und zwei jüngere Brüder. Ihr Vater war ein erfolgreicher Landwirt und von 1946 bis 1958 Professor für Pflanzenzüchtung an der Universität Rostock. In den Jahren 1921 bis 1924 besuchte Schröder-Lembke das Lyzeum in Wismar, es folgte eine Ausbildung in Hauswirtschaftslehre, danach wechselte sie 1927 an das Oberlyzeum in Rostock. 1933 immatrikulierte Schröder-Lembke sich an der Universität Rostock für das Fach Philosophie. Davor besuchte sie bereits die Universitäten in Freiburg, Wien und Berlin, wo sie Geschichte, Deutsch und Englisch studierte. Sie wurde 1935 von der Philosophischen Fakultät promoviert, Thema ihrer Arbeit war Die Entwicklung der bäuerlichen Verhältnisse auf der Insel Poel vom 12. Jahrhundert bis 1803. Dem schloss sich von 1936 bis 1939 eine Anstellung als Volontärin und wissenschaftliche Hilfsarbeiterin im Rostocker Stadtarchiv an. 1939 heiratet Schröder-Lembke den Germanisten Walter Johannes Schröder (1910–1984), der zunächst Dozent für Ältere deutsche sowie Niederdeutsche Philologie an der Universität Rostock war und dann, 1960–1978, ordentlicher Professor an der Universität Mainz. Das Paar bekam drei Kinder (Anne Katrin, Karsten und Christiane). Schröder-Lembke arbeitete 1946 bis 1949 als Mitarbeiterin im Thünen-Archiv der Universität Rostock und wechselte 1949 in eine Anstellung als Wissenschaftliche Sekretärin des Historischen Instituts der Universität Rostock. Im Wintersemester 1949/50 erhielt sie einen Lehrauftrag für Agrargeschichte. 1951 habilitierte sie sich als erst zweite Frau der Universität Rostock an der Landwirtschaftlichen Fakultät mit dem Thema Die Einführung des Kleebaues in Deutschland vor dem Auftreten Schubarts von dem Kleefelde. Nach dem erfolglosen Versuch der Einrichtung eines Lehrstuhls für Agrargeschichte folgte Schröder-Lembke 1953 ihrem Mann nach Frankfurt/Main.

## Publikationen
- Heinrich von Thünen und seine mecklenburgischen Gutsnachbarn. In: Zeitschrift für Agrargeschichte und Agrarsoziologie. Band 2, DLG-Verlag, Frankfurt am Main 1954, S. 54–62.
- Die Einführung des Kleebaues in Deutschland vor dem Auftreten Schubarts von dem Kleefelde. Berlin 1954.
- Wandlungen in der Flureinteilung und Fruchtfolge des Rhein-Maingebietes im späten Mittelalter. Erweiterte Fassung des Vortrags auf der Jahrestagung der Gesellschaft für Geschichte des Landvolks und der Landwirtschaft am 10. Mai 1957 in Bad Münster am Stein. Mainz 1957.
- mit Martin Grosser: Anleitung zu der Landwirtschaft – zwei frühe deutsche Landwirtschaftsschriften. Stuttgart 1965.
- Malchow auf Poel : Geschichte eines Hofes. Hohenlieth bei Eckernförde, Frankfurt am Main 1978.
- Studien zur Agrargeschichte. Stuttgart 1978, ISBN 3-437-50234-4.
- Gertrud Schröder-Lembke: Lembke, Hans. In: Neue Deutsche Biographie (NDB). Band 14, Duncker & Humblot, Berlin 1985, ISBN 3-428-00195-8, S. 185 (Digitalisat).
- Die Erbse als Ackerpflanze in der älteren deutschen Landwirtschaft. Gelsenkirchen-Buer 1985.
- Waldzerstörung und Walderneuerung in Deutschland in der vorindustriellen Zeit. In: Zeitschrift für Agrargeschichte und Agrarsoziologie, 1987, 35,2, S. 120–137; ISSN 0044-2194
- Carl Pogge und seine Söhne – ein Beitrag zur mecklenburgischen Agrargeschichte in der 1. Hälfte des 19. Jahrhunderts. Holtsee 1992.
- mit Joachim Saegebarth und Heinrich Baudis: Insel Poel, Beiträge über Landschaft und Geschichte. Wismar 2007.